# FABP7
FABP7 (англ. Fatty acid binding protein 7) – білок, який кодується однойменним геном, розташованим у людей на короткому плечі 6-ї хромосоми. Довжина поліпептидного ланцюга білка становить 132 амінокислот, а молекулярна маса — 14 889.
| 10         |  | 20         |  | 30         |  | 40         |  | 50         |
| ---------- |  | ---------- |  | ---------- |  | ---------- |  | ---------- |
| MVEAFCATWK |  | LTNSQNFDEY |  | MKALGVGFAT |  | RQVGNVTKPT |  | VIISQEGDKV |
| VIRTLSTFKN |  | TEISFQLGEE |  | FDETTADDRN |  | CKSVVSLDGD |  | KLVHIQKWDG |
| KETNFVREIK |  | DGKMVMTLTF |  | GDVVAVRHYE |  | KA         |  |            |

A: Аланін

C: Цистеїн

D: Аспарагінова кислота

E: Глутамінова кислота

F: Фенілаланін

G: Гліцин

H: Гістидин

I: Ізолейцин

K: Лізин

L: Лейцин

M: Метіонін

N: Аспарагін

P: Пролін

Q: Глутамін

R: Аргінін

S: Серин

T: Треонін

V: Валін

W: Триптофан

Задіяний у таких біологічних процесах, як транспорт, альтернативний сплайсинг. 
Білок має сайт для зв'язування з ліпідами. 
Локалізований у цитоплазмі.